# Славковская волость

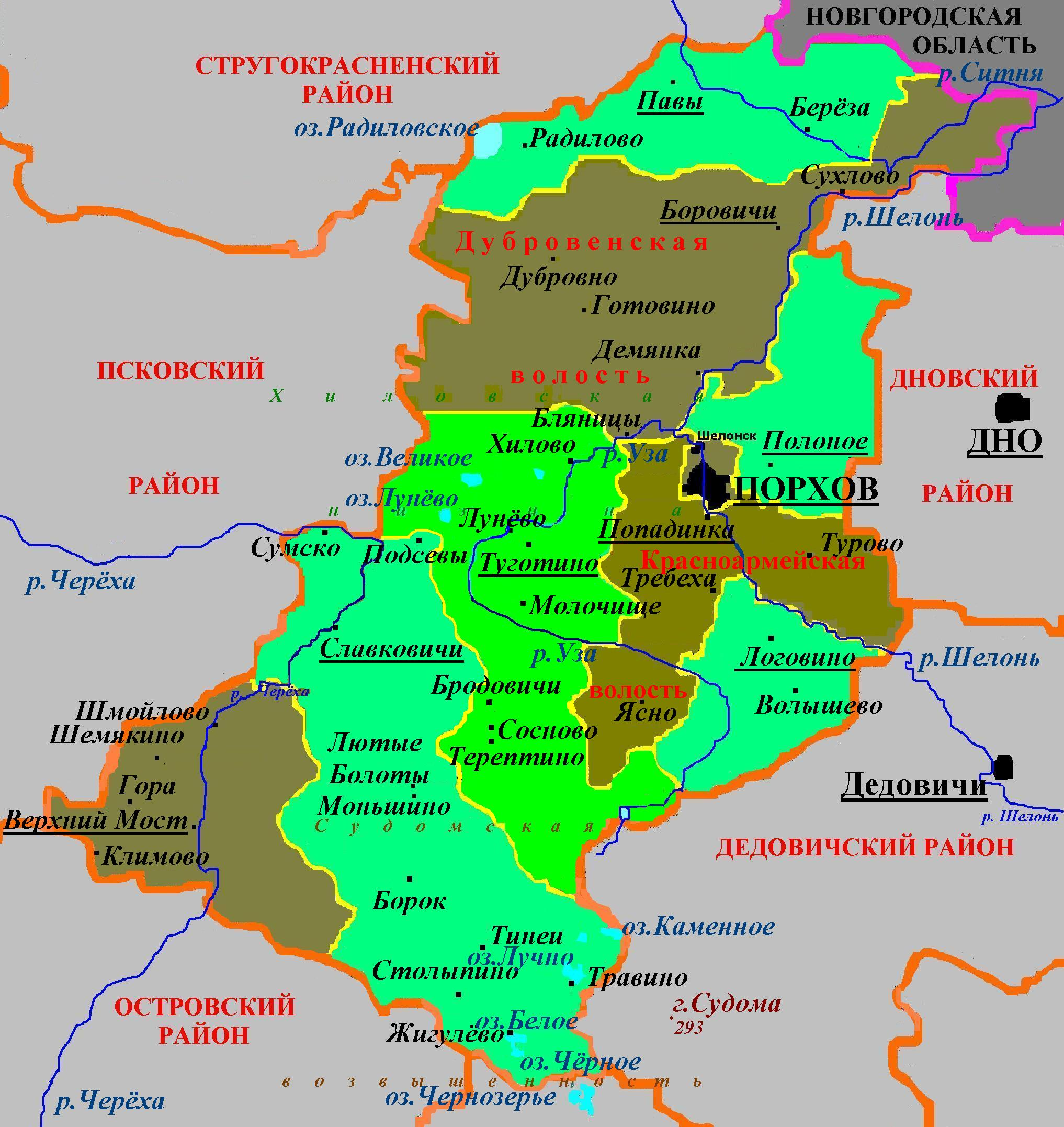
Административное деление Порховского района в 2010—2015

Славковская волость — административно-территориальная единица 3-го уровня и муниципальное образование со статусом сельского поселения в Порховском районе Псковской области России.
Административный центр — село Славковичи.

## География
Территория волости граничит на севере с Дубровенской волостью, на востоке — с Полонской волостью Порховского района, на западе — с Псковским районом, на юго-западе — с Островским и Новоржевским районами, на юго-востоке — с Дедовичским районом Псковской области.
В южной части волости (бывшей Митрофановской волости) расположены Судомская возвышенность (её запад) и озёра: Лучно (2,9 км², глубиной до 4,5 м), Белое или Жгилёво (1,1 км², глубиной до 9,5 м), Чёрное или Усадищенское (0,4 км², глубиной до 4,2 м) и др.

## Население
| 2002  | 2010  | 2012  | 2013  | 2014  | 2015  | 2016  |
| ----- | ----- | ----- | ----- | ----- | ----- | ----- |
| 2297  | ↘1895 | ↘1812 | ↘1718 | ↘1627 | ↘1553 | ↗3177 |
| 2017  | 2018  | 2019  | 2020  | 2021  |       |       |
| ↘3083 | ↘2978 | ↘2833 | ↘2718 | ↘2473 |       |       |

Суммарная численность населения присоеднинённых к Славковской волости двух упразднённых Верхнемостской и Туготинской волостей, по состоянию на 1 января 2015 года составляла 3302 человека.

## Населённые пункты
В состав волости с апреля 2015 года входят 282 населённых пункта, в том числе 1 село (Славковичи) и 281 деревня:
| №   | Населённый пункт  | Тип     | Население |
| --- | ----------------- | ------- | --------- |
| 1   | Авчух             | деревня | ↘11       |
| 2   | Адамово           | деревня | ↘7        |
| 3   | Ажово             | деревня | ↘4        |
| 4   | Амосово           | деревня | ↘8        |
| 5   | Барахоловка       | деревня | ↘0        |
| 6   | Барашково         | деревня | ↘0        |
| 7   | Бдюхи             | деревня | ↘5        |
| 8   | Беклешово         | деревня | ↘2        |
| 9   | Бердово           | деревня | ↘9        |
| 10  | Березино          | деревня | →3        |
| 11  | Болоты            | деревня | ↘13       |
| 12  | Большая Горушка   | деревня | ↘9        |
| 13  | Большая Каменка   | деревня | ↘3        |
| 14  | Большие Заходы    | деревня | ↘0        |
| 15  | Большие Пети      | деревня | ↘17       |
| 16  | Большое Заборовье | деревня | ↘3        |
| 17  | Большое Петрово   | деревня | ↘5        |
| 18  | Большой Волочек   | деревня | ↘11       |
| 19  | Борисово          | деревня | →0        |
| 20  | Борисы            | деревня | ↘0        |
| 21  | Боровики          | деревня | ↘7        |
| 22  | Боровичи          | деревня | ↗6        |
| 23  | Борок             | деревня | ↘2        |
| 24  | Борок             | деревня | ↘15       |
| 25  | Бочкино           | деревня | ↘2        |
| 26  | Бродовичи         | деревня | ↘91       |
| 27  | Брудово           | деревня | ↘5        |
| 28  | Бубнево 1-е       | деревня | ↘3        |
| 29  | Бубнево 2-е       | деревня | →0        |
| 30  | Бухары            | деревня | ↘4        |
| 31  | Быково            | деревня | ↘0        |
| 32  | Векшино           | деревня | ↘4        |
| 33  | Веретени          | деревня | ↘5        |
| 34  | Веретье           | деревня | ↘11       |
| 35  | Верхний Мост      | деревня | ↘432      |
| 36  | Веснино           | деревня | ↘4        |
| 37  | Воробьёво         | деревня | ↘2        |
| 38  | Воробьёво         | деревня | →0        |
| 39  | Выставка          | деревня | ↘6        |
| 40  | Вышино            | деревня | ↘1        |
| 41  | Вячок             | деревня | →0        |
| 42  | Гальчиха          | деревня | ↘5        |
| 43  | Гахново           | деревня | ↘0        |
| 44  | Гверстно          | деревня | ↘12       |
| 45  | Гвоздно           | деревня | ↘6        |
| 46  | Глухой Погост     | деревня | ↘0        |
| 47  | Гнилицы           | деревня | ↘2        |
| 48  | Голованы          | деревня | →0        |
| 49  | Голубево          | деревня | →4        |
| 50  | Голубеницы        | деревня | →0        |
| 51  | Гора              | деревня | ↘75       |
| 52  | Гордеево          | деревня | ↘0        |
| 53  | Гороватка         | деревня | →0        |
| 54  | Горушка           | деревня | 0         |
| 55  | Горшаны           | деревня | ↘27       |
| 56  | Горяче-Быстро     | деревня | ↘1        |
| 57  | Гостено           | деревня | ↘0        |
| 58  | Гудово            | деревня | ↘2        |
| 59  | Данилкино         | деревня | ↘1        |
| 60  | Девонисово        | деревня | ↘0        |
| 61  | Деменино          | деревня | ↘12       |
| 62  | Демяхово          | деревня | →8        |
| 63  | Детково           | деревня | ↗11       |
| 64  | Деяшково          | деревня | ↘8        |
| 65  | Доброе Поле       | деревня | ↘5        |
| 66  | Докатово          | деревня | ↘5        |
| 67  | Долганы           | деревня | ↘10       |
| 68  | Дубня             | деревня | ↘13       |
| 69  | Дубско            | деревня | ↘3        |
| 70  | Дубье             | деревня | ↘0        |
| 71  | Дымово            | деревня | ↘2        |
| 72  | Дятелицы          | деревня | ↘1        |
| 73  | Дятлово           | деревня | ↘1        |
| 74  | Елицы             | деревня | ↗5        |
| 75  | Епимахово         | деревня | →1        |
| 76  | Жаборы            | деревня | ↗46       |
| 77  | Жателы            | деревня | ↘9        |
| 78  | Жгилёво           | деревня | ↘16       |
| 79  | Жегово            | деревня | →0        |
| 80  | Желавкино         | деревня | ↗2        |
| 81  | Железная Гора     | деревня | ↘1        |
| 82  | Железно           | деревня | ↘6        |
| 83  | Желны             | деревня | ↘3        |
| 84  | Заборечье         | деревня | ↘0        |
| 85  | Заборовье         | деревня | ↘8        |
| 86  | Загорье           | деревня | ↘14       |
| 87  | Загрязье          | деревня | ↘0        |
| 88  | Загубниково       | деревня | ↘2        |
| 89  | Замошье           | деревня | ↘1        |
| 90  | Заозерье          | деревня | ↘12       |
| 91  | Заольшаг          | деревня | ↘32       |
| 92  | Запоженье         | деревня | ↘2        |
| 93  | Заполье           | деревня | ↘7        |
| 94  | Заречье           | деревня | ↘5        |
| 95  | Заручевье         | деревня | →3        |
| 96  | Застружье         | деревня | ↘10       |
| 97  | Зеленино          | деревня | ↘0        |
| 98  | Золотухино        | деревня | →0        |
| 99  | Зори              | деревня | ↘1        |
| 100 | Ильинско          | деревня | ↘1        |
| 101 | Индеево           | деревня | ↘4        |
| 102 | Кадовщина         | деревня | ↘3        |
| 103 | Калиницы          | деревня | ↘1        |
| 104 | Каменка           | деревня | ↗5        |
| 105 | Каменка           | деревня | ↘0        |
| 106 | Капустино         | деревня | ↘5        |
| 107 | Карпино           | деревня | ↘10       |
| 108 | Картошино         | деревня | ↘7        |
| 109 | Кашанки           | деревня | →0        |
| 110 | Кашено            | деревня | →0        |
| 111 | Кириллово         | деревня | ↘8        |
| 112 | Климово           | деревня | ↘8        |
| 113 | Клин              | деревня | ↘9        |
| 114 | Клубово           | деревня | ↘14       |
| 115 | Козибор           | деревня | ↘18       |
| 116 | Комарово          | деревня | ↘1        |
| 117 | Кондратово        | деревня | ↘9        |
| 118 | Копыловка         | деревня | ↘10       |
| 119 | Корж              | деревня | ↘35       |
| 120 | Корсино           | деревня | →0        |
| 121 | Косыгина Гора     | деревня | ↘4        |
| 122 | Кракотино         | деревня | ↘2        |
| 123 | Красики           | деревня | ↘6        |
| 124 | Красное Сосонье   | деревня | ↘1        |
| 125 | Крекшино          | деревня | ↘10       |
| 126 | Кривоселково      | деревня | ↘2        |
| 127 | Кривоселово       | деревня | ↘15       |
| 128 | Кротово           | деревня | ↘6        |
| 129 | Крутец            | деревня | ↘1        |
| 130 | Крюково           | деревня | ↘22       |
| 131 | Крючки            | деревня | →1        |
| 132 | Кувекалицы        | деревня | ↘0        |
| 133 | Кузнецы           | деревня | ↘6        |
| 134 | Курцево           | деревня | ↘0        |
| 135 | Лабухино          | деревня | →0        |
| 136 | Лаврово           | деревня | ↘3        |
| 137 | Ладово            | деревня | ↘7        |
| 138 | Ладыгино          | деревня | ↘1        |
| 139 | Лашково           | деревня | ↘3        |
| 140 | Лашково           | деревня | ↘0        |
| 141 | Лог               | деревня | ↘3        |
| 142 | Ломы              | деревня | ↘3        |
| 143 | Ломы-Отделение    | деревня | ↘0        |
| 144 | Луг               | деревня | ↘26       |
| 145 | Лужок             | деревня | ↘2        |
| 146 | Лукино            | деревня | ↘2        |
| 147 | Лунёво            | деревня | ↘2        |
| 148 | Лютые Болоты      | деревня | ↘164      |
| 149 | Лягушица          | деревня | ↗2        |
| 150 | Лядно             | деревня | ↘5        |
| 151 | Малая Горушка     | деревня | →2        |
| 152 | Малая Каменка     | деревня | ↘2        |
| 153 | Малая Махновочка  | деревня | →0        |
| 154 | Малая Радунка     | деревня | →0        |
| 155 | Малое Заборовье   | деревня | ↘2        |
| 156 | Малые Заходы      | деревня | ↘2        |
| 157 | Малые Пети        | деревня | ↘6        |
| 158 | Малый Бельск      | деревня | ↘0        |
| 159 | Малый Волочек     | деревня | ↘4        |
| 160 | Малый Низ         | деревня | ↘2        |
| 161 | Махновка          | деревня | ↘36       |
| 162 | Мачково           | деревня | ↘10       |
| 163 | Медведица         | деревня | ↘5        |
| 164 | Межник            | деревня | ↘3        |
| 165 | Мельница          | деревня | →0        |
| 166 | Мигуново          | деревня | ↘15       |
| 167 | Мироново          | деревня | ↘0        |
| 168 | Михалкино         | деревня | ↘3        |
| 169 | Мишкино           | деревня | ↘9        |
| 170 | Молонец           | деревня | ↘9        |
| 171 | Молочище          | деревня | ↘22       |
| 172 | Моньшино          | деревня | ↘22       |
| 173 | Москва            | деревня | ↘8        |
| 174 | Мошки             | деревня | ↘3        |
| 175 | Муксино           | деревня | ↘3        |
| 176 | Мурашкино         | деревня | →0        |
| 177 | Мышино            | деревня | ↘1        |
| 178 | Нароново          | деревня | →0        |
| 179 | Никулино          | деревня | ↘2        |
| 180 | Новая Нива        | деревня | ↘6        |
| 181 | Новая Подгорша    | деревня | ↘4        |
| 182 | Новожилы          | деревня | ↘0        |
| 183 | Ольхово           | деревня | ↘4        |
| 184 | Осиновичи         | деревня | ↘2        |
| 185 | Оснюги            | деревня | →0        |
| 186 | Осташево          | деревня | →1        |
| 187 | Павлиха           | деревня | ↘4        |
| 188 | Переровно         | деревня | ↘13       |
| 189 | Петриково         | деревня | ↘5        |
| 190 | Петрово           | деревня | →0        |
| 191 | Печково           | деревня | ↘10       |
| 192 | Пещивицы          | деревня | ↘8        |
| 193 | Платаново         | деревня | ↘2        |
| 194 | Плешково          | деревня | →0        |
| 195 | Плоха             | деревня | ↘2        |
| 196 | Погиблово         | деревня | ↘6        |
| 197 | Погорелка         | деревня | ↘0        |
| 198 | Погорелка         | деревня | ↘0        |
| 199 | Подберезно        | деревня | ↘3        |
| 200 | Подвишенье        | деревня | ↘0        |
| 201 | Подгорье          | деревня | ↘0        |
| 202 | Поддубница        | деревня | ↘12       |
| 203 | Подзнои           | деревня | →0        |
| 204 | Подзорово         | деревня | ↘3        |
| 205 | Подлипно          | деревня | →0        |
| 206 | Подоклинье        | деревня | ↘25       |
| 207 | Подсадье          | деревня | ↘1        |
| 208 | Подсевы           | деревня | ↘120      |
| 209 | Подсухи           | деревня | ↘12       |
| 210 | Пожни             | деревня | →0        |
| 211 | Позолотино        | деревня | ↘3        |
| 212 | Полянка           | деревня | ↘0        |
| 213 | Похново           | деревня | ↘4        |
| 214 | Пуково            | деревня | ↘81       |
| 215 | Пустой Бор        | деревня | ↘8        |
| 216 | Пустошка          | деревня | ↘2        |
| 217 | Пущеницы          | деревня | →0        |
| 218 | Пяшино            | деревня | ↘1        |
| 219 | Раково            | деревня | →1        |
| 220 | Рассадники        | деревня | ↘12       |
| 221 | Репшено           | деревня | ↘0        |
| 222 | Рогихино          | деревня | ↘11       |
| 223 | Рожнево           | деревня | →0        |
| 224 | Рожницкое Заречье | деревня | ↘3        |
| 225 | Рысцево           | деревня | ↘34       |
| 226 | Сакирино          | деревня | ↘6        |
| 227 | Селище            | деревня | ↗2        |
| 228 | Селы              | деревня | ↘0        |
| 229 | Симоново          | деревня | →14       |
| 230 | Ситовичи          | деревня | →0        |
| 231 | Скрипово          | деревня | ↘57       |
| 232 | Славковичи        | село    | ↘757      |
| 233 | Слобода           | деревня | ↘12       |
| 234 | Слобода           | деревня | →0        |
| 235 | Сосново           | деревня | ↘9        |
| 236 | Сосонье           | деревня | ↘33       |
| 237 | Спасское Заречье  | деревня | ↘1        |
| 238 | Степаново         | деревня | ↘2        |
| 239 | Столыпино         | деревня | ↘27       |
| 240 | Сумско            | деревня | ↘17       |
| 241 | Терептино         | деревня | ↘30       |
| 242 | Тереховка         | деревня | ↘4        |
| 243 | Тетерино          | деревня | ↘0        |
| 244 | Тимохово          | деревня | ↘3        |
| 245 | Тимошихино        | деревня | →9        |
| 246 | Тинеи             | деревня | ↘19       |
| 247 | Тосницы           | деревня | ↘14       |
| 248 | Травино           | деревня | ↘40       |
| 249 | Трофимово         | деревня | ↘0        |
| 250 | Туготино          | деревня | →15       |
| 251 | Турицы            | деревня | ↘25       |
| 252 | Турково           | деревня | ↘1        |
| 253 | Угориха           | деревня | ↗7        |
| 254 | Усадище           | деревня | ↗4        |
| 255 | Усадище           | деревня | →0        |
| 256 | Ушарнево          | деревня | ↘15       |
| 257 | Федово            | деревня | ↗4        |
| 258 | Федотово          | деревня | ↘7        |
| 259 | Феклистово        | деревня | ↘0        |
| 260 | Фишиха            | деревня | ↘0        |
| 261 | Флорево           | деревня | →0        |
| 262 | Харижи            | деревня | →3        |
| 263 | Харино            | деревня | ↘4        |
| 264 | Хилово            | деревня | ↘499      |
| 265 | Хлипицы           | деревня | ↘4        |
| 266 | Хлуполово         | деревня | ↘0        |
| 267 | Хозяиново         | деревня | ↘7        |
| 268 | Хударево          | деревня | →2        |
| 269 | Царево            | деревня | ↘11       |
| 270 | Цвигозово         | деревня | ↘1        |
| 271 | Через-Межник      | деревня | →1        |
| 272 | Шанево            | деревня | ↘0        |
| 273 | Шахново           | деревня | →0        |
| 274 | Шелешни           | деревня | ↘8        |
| 275 | Шемякино          | деревня | ↘28       |
| 276 | Шитиково          | деревня | →0        |
| 277 | Шмойлово          | деревня | ↘82       |
| 278 | Шумаи             | деревня | ↘1        |
| 279 | Щерино            | деревня | ↘0        |
| 280 | Щучно             | деревня | ↘41       |
| 281 | Эскино            | деревня | ↘0        |
| 282 | Юрино             | деревня | ↘22       |

## История
Территория современной волости в 1927 году в основном вошла в Славковский район в виде ряда сельсоветов, в том числе Славковского сельсовета, а  южная часть — в Выборский район в виде ряда сельсоветов, в том числе Травинского сельсовета.
Постановлением Псковского окрисполкома от 22 сентября 1928 года Травинский сельсовет был переименован в Митрофановский сельсовет Выборского района.
Постановлением ВЦИК от 1 января 1932 года Выборский район был упразднён, а сельсоветы южной части современной Славковской волости, в том числе Митрофановский сельсовет (д. Тинеи), были переданы в Славковский район.
Указом Президиума Верховного Совета РСФСР от 16 июня 1954 года Шемякинский сельсовет был включён в Верхнемостский сельсовет, Сорокинский и Горбовский сельсоветы были включены в Митрофановский сельсовет, Косоноговский сельсовет был включён в Скрыповский сельсовет (д. Скрипово), Моншинский и Воробьёвский сельсоветы были объединены в Рысцевский сельсовет (д. Рысцево), Докатовский был переименован  в Шмойловский сельсовет (д. Шмойлово) Славковского района .
Указом Президиума Верховного Совета РСФСР от 3 октября 1959 года Славковский район был упразднён, а все его сельсоветы были переданы в Карамышевский район.
Решением Псковского облисполкома от 25 апреля 1960 года Больше-Петский сельсовет был включён в Славковский сельсовет Карамышевского района; Ладыгинский сельсовет был включён в Митрофановский сельсовет Карамышевского района; также были упразднены Рысцевский и Шмойловский сельсоветы Карамышевского района, помимо этого Харижский сельсовет был переименован в Зареченский сельсовет Порховского района.
Указом Президиума Верховного Совета РСФСР от 3 октября 1959 года Карамышевский район был упразднён, а Славковский, Митрофановский,  Верхнемостский и Скрыповский сельсоветы были переданы в Порховский район.
Решением Псковского облисполкома от 24 февраля 1972 года Скрыповский сельсовет был включён в Славковский сельсовет, а из части Митрофановского сельсовета был образован Гальчихинский сельсовет.
Постановлением Псковского областного Собрания депутатов от 26 января 1995 года все сельсоветы в Псковской области были переименованы в волости, в том числе Славковский сельсовет был превращён в Славковскую волость.
Законом Псковской области от 28 февраля 2005 года была упразднена Гальчихинская волость (д. Моньшино, д. Лютые Болоты) и включена в новосозданное муниципальное образование Славковская волость со статусом сельского поселения с 1 января 2006 года в составе муниципального образования Порховский район со статусом муниципального района.
На референдуме 11 октября 2009 года было поддержано объединение Славковской волости с соседней Митрофановской волостью, объединение Зареченской волости с соседней Туготинской волостью. Законом Псковской области от 3 июня 2010 года Митрофановская волость (д. Тинеи) была упразднена и включена в Славковскую волость с центром в селе Славковичи; также была упразднена Зареченская волость  (д. Молочище), включённая в Туготинскую волость с центром в д. Туготино.
До апреля 2015 года в состав Славковской волости входило 139 населённых пунктов, в том числе село Славковичи и 138 деревень: Авчух, Адамово, Барахоловка, Бердово, Большая Горушка, Большая Каменка, Большие Заходы, Большие Пети, Большое Заборовье, Большое Петрово, Большой Волочек, Боровики, Борок, Бухары, Векшино, Вышино, Гальчиха, Гверстно, Гнилицы, Голованы, Голубево, Голубеницы, Гороватка, Гордеево, Демяхово, Долганы, Епимахово, Жегово, Желны, Жгилёво, Заборовье, Загрязье, Замошье, Запоженье, Заполье, Застружье, Зори, Кадовщина, Калиницы, Каменка, Капустино, Карпино, Кашанки, Кириллово, Клубово, Козибор, Комарово, Корсино, Косыгина Гора, Кракотино, Красное Сосонье, Крюково, Крючки, Кузнецы, Курцево, Лабухино, Лаврово, Ладыгино, Лашково, Лог, Ломы, Луг, Лютые Болоты, Лягушица, Малая Каменка, Малая Махновочка, Малая Радунка, Малое Заборовье, Малые Заходы, Малые Пети, Малый Волочек, Малый Низ, Малая Горушка, Махновка, Медведица, Мельница, Мироново, Мишкино, Молонец, Моньшино, Москва, Мошки, Мурашкино, Мышино, Новая Подгорша, Новожилы, Ольхово, Осташево, Ломы-Отделение, Павлиха, Погиблово, Погорелка, Погорелка, Подберезно, Подгорье, Поддубница, Подзнои, Подзорово, Подлипно, Подсевы, Пожни, Похново, Пуково, Раково, Репшено, Рогихино, Рожнево, Рожницкое Заречье, Рысцево, Селы, Скрипово, Слобода, Слобода, Спасское Заречье, Степаново, Столыпино, Сумско, Тереховка, Тинеи, Травино, Трофимово, Турково, Усадище, Федово, Феклистово, Фишиха, Флорево, Харино, Хударево, Царево, Цвигозово, Шанево, Шахново, Шелешни, Шитиково, Шумаи, Щерино, Юрино.
Законом Псковской области от 30 марта 2015 года в состав Славковской волости в апреле 2015 года были включены две упразднённые Верхнемостская и Туготинская волости.